# Polypoetes leucocrypta
Polypoetes leucocrypta är en fjärilsart som beskrevs av Paul Dognin 1909. Polypoetes leucocrypta ingår i släktet Polypoetes och familjen tandspinnare. Inga underarter finns listade i Catalogue of Life.